# Myszków
Myszków este un oraș în Polonia.

## Legături externe
- Myszków